# Hemicloeina
Hemicloeina is een geslacht van spinnen uit de  familie van de Trochanteriidae.

## Soorten
- Hemicloeina bluff Platnick, 2002
- Hemicloeina bulolo Platnick, 2002
- Hemicloeina gayndah Platnick, 2002
- Hemicloeina humptydoo Platnick, 2002
- Hemicloeina julatten Platnick, 2002
- Hemicloeina kapalga Platnick, 2002
- Hemicloeina somersetensis (Thorell, 1881)
- Hemicloeina spec Platnick, 2002
- Hemicloeina wyndham Platnick, 2002